# Nam Cao
Nam Cao (nguyên danh Trần Hữu Tri, thánh danh Giuse, 29 tháng 10, năm 1915 hoặc 1917  – 30 tháng 11 năm 1951) là một nhà văn, nhà báo và cũng là một chiến sĩ, liệt sĩ,Anh hùng Lực lượng vũ trang nhân dân Việt Nam(truy tặng năm 1996). Ông là nhà văn hiện thực lớn (trước Cách mạng Tháng Tám), một nhà báo kháng chiến (sau Cách mạng), một trong những nhà văn người Việt Nam tiêu biểu nhất thế kỷ 20. Nam Cao có nhiều đóng góp quan trọng đối với việc hoàn thiện phong cách truyện ngắn và tiểu thuyết Việt Nam ở nửa đầu thế kỷ 20.

## Thân thế và sự nghiệp

### Tiểu sử tác giả
Nam Cao tên khai sinh là Trần Hữu Tri (có nguồn ghi là Trần Hữu Trí), sinh ngày 29 tháng 10 năm 1915 nhưng giấy khai sinh ghi là 1917. Quê ông tại làng Đại Hoàng, tổng Cao Đà, huyện Nam Sang, phủ Lý Nhân (nay là xã Hòa Hậu, tỉnh Ninh Bình). Ông đã ghép hai chữ đầu tiên của tên tổng và huyện làm bút danh: Nam Cao.
Ông xuất thân từ một gia đình Công giáo ở vùng nông thôn. Cha của ông là ông Trần Hữu Huệ, làm và kinh doanh nghề mộc, có thời gian làm nghề thầy lang trong làng. Mẹ của ông là bà Trần Thị Minh, vừa là nội trợ, làm vườn, làm ruộng và dệt vải.
Thuở nhỏ, Nam Cao đi học sơ học ở trường làng. Đến cấp tiểu học và bậc trung học, gia đình gửi ông xuống Nam Định học ở trường Cửa Bắc rồi trường Thành Chung (nay là trường Trung học phổ thông chuyên Lê Hồng Phong, Nam Định). Năm 1934 học xong bậc trung học, nhưng bị ngã và đau ốm nên chưa thi lấy bằng Thành Chung. Đầu năm 1935 cưới vợ, Trần Thị Sen (tên thánh Maria Sen), người cùng làng. Tháng 11/1935 Nam Cao vào Sài Gòn, ở lại đây 30 tháng, sống bằng nghề làm thư ký hiệu may Ba Lễ, đồng thời bắt đầu viết văn, gửi cho các báo. Năm 1936 được đăng các truyện ngắn "Cảnh cuối cùng" và "Hai cái xác" dưới bút danh Thúy Rư trên tuần báo Tiểu thuyết thứ bảy (Hà Nội). Năm 1937 được đăng các truyện ngắn "Một bà hào hiệp", "Nghèo", "Đui mù" dưới bút danh Thúy Rư trên Tiểu thuyết thứ bảy, Truyện "Những cánh hoa tàn" trên báo Ích Hữu (Hà Nội). Tháng 5 năm 1938, vì lí do sức khoẻ, Nam Cao trở ra Bắc, về quê.

### Đến với nghề văn
Trở ra Bắc, sau khi tự học lại để thi lấy bằng Thành chung, Nam Cao lên Hà Nội dạy học ở Trường tư thục Công Thanh, trên đường Thụy Khuê, Hà Nội. Ông đưa in truyện ngắn Cái chết của con Mực trên báo Hà Nội tân văn (1940) và in thơ cũng trên báo này với các bút danh Xuân Du, Nguyệt.
Năm 1941, tập truyện đầu tay Đôi lứa xứng đôi, tên trong bản thảo là Cái lò gạch cũ, với bút danh Nam Cao do Nhà xuất bản Đời mới Hà Nội ấn hành được đón nhận như là một hiện tượng văn học thời đó. Sau này khi in lại (1945), Nam Cao đã đổi tên là Chí Phèo.
Phát xít Nhật xâm chiếm Đông Dương, trường sở bị trưng dụng, ông rời Hà Nội, về dạy học ở Trường tư thục Kỳ Giang, tỉnh Thái Bình, rồi về lại làng quê Đại Hoàng. Thời kỳ này, Nam Cao cho ra đời nhiều tác phẩm. Ông in truyện dài nhiều kỳ Truyện người hàng xóm trên tờ Trung Bắc Chủ nhật, viết xong tiểu thuyết Chết mòn, sau đổi là Sống mòn.

## Tham gia hoạt động cách mạng
Tháng 6 năm 1943, Nam Cao gia nhập Hội Văn hóa cứu quốc Việt Nam, đoàn thể trong Mặt trận Việt Minh, và là một trong số những thành viên đầu tiên của tổ chức này. Trong không khí bị đàn áp gắt gao, ông phải rời Hà Nội về quê. Năm 1945, trong cao trào Cách mạng tháng Tám, Nam Cao tham gia cướp chính quyền ở phủ Lý Nhân, được cử làm Chủ tịch xã của chính quyền mới ở quê ông. Tháng 11/1945, Nam Cao từ quê ra Hà Nội, được cử làm Thư ký tòa soạn tạp chí Tiên Phong, rồi được cử làm phái viên tham gia đoàn quân Nam tiến. Cuối năm 1945 ông trở ra Bắc. Thời gian này, 1945-1946, ông đưa in trên tạp chí Tiên phong các tác phẩm "Mò sâm-banh" (truyện ngắn), "Đường vô Nam" (bút ký). "Nỗi truân chuyên của khách má hồng" (truyện châm biếm chính trị), "Cách mạng" (truyện ngắn). Ông đổi tên truyện "Đôi lứa xứng đôi" thành "Chí Phèo" đưa in trong tập truyện "Luống cày" (Hội Văn hóa cứu quốc VN xuất bản, 1945) chung với Nguyễn Huy Tưởng, Nguyên Hồng, Kim Lân.
Cuối năm 1946, Nam Cao nhận công tác ở Ty Văn hóa Hà Nam, làm báo Giữ nước và Cờ chiến thắng của tỉnh này. Mùa thu năm 1947, Nam Cao lên Việt Bắc. Ông là thư ký tòa soạn báo Cứu quốc Việt Bắc, viết Nhật ký ở rừng. Tại chiến khu, năm 1948, Nam Cao gia nhập Đảng cộng sản Việt Nam. Năm 1950, Nam Cao chuyển sang làm việc ở Hội Văn nghệ Việt Nam, làm việc trong toà soạn tạp chí Văn nghệ. Tháng 6, ông thuyết trình về vấn đề ruộng đất trong hội nghị học tập của văn nghệ sĩ, sau đó ông được cử làm Ủy viên tiểu ban văn nghệ của Trung ương Đảng. Trong năm đó, ông tham gia Chiến dịch Biên giới. Tháng 5 năm 1951, Nam Cao và Nguyễn Huy Tưởng về dự Hội nghị văn nghệ Liên khu 3, sau đó hai nhà văn cùng vào công tác khu 4. Nam Cao trở ra tham gia đoàn công tác thuế nông nghiệp, vào vùng địch hậu khu 3. Ông có ý định kết hợp lấy thêm tài liệu cho cuốn tiểu thuyết dự định sẽ viết. Trên đường về làng Đại Hoàng, ông bị quân Pháp bắt và xử bắn vào ngày 30 tháng 11 năm 1951 tại đồn Hoàng Đan thuộc làng Vũ Đại, xã Gia Xuân, Gia Viễn (Ninh Bình).
Sau khi hy sinh, phần mộ ông đã bị thất lạc. Đầu năm 1996, một chương trình có tên "Tìm lại Nam Cao" nhằm tìm lại mộ phần của ông được Hiệp hội Câu lạc bộ UNESCO Việt Nam tổ chức với sự tham gia của 35 đơn vị tham gia như Bộ Lao động, Thương binh và Xã hội, Hội Nhà văn Việt Nam, báo Nhân dân,... Với sự giúp đỡ của 7 nhà ngoại cảm mà Liên hiệp khoa học công nghệ tin học ứng dụng (UIA) mời dự, một ngôi mộ được cho là của Nam Cao đã được tìm thấy ở nghĩa trang huyện Gia Viễn, (Ninh Bình) và quy tập về quê hương ông (xã Hòa Hậu, Lý Nhân, Hà Nam). Tuy mất sớm, nhưng ảnh hưởng của ông đến văn học Việt Nam vẫn đáng kể. Cũng trong năm 1996, Nam Cao được truy tặng Giải thưởng Hồ Chí Minh về văn học và nghệ thuật. Nhà tưởng niệm Nam Cao được thành lập từ ngày 30 tháng 11 năm 2004 tại Hà Nam để tưởng niệm 53 năm ngày mất của nhà văn này.

## Tác phẩm

### Tiểu thuyết
- Truyện người hàng xóm (1944) - Báo Trung Bắc Thứ Bảy
- Sống mòn (viết xong 1944, xuất bản 1956), Nhà xuất bản Văn Nghệ.
- Và bốn tiểu thuyết bản thảo bị thất lạc: Cái bát, Một đời người, Cái miếu, Ngày lụt.

### Truyện ngắn

#### Trước cách mạng
- Ba người bạn
- Đón khách
- Bài học quét nhà (1943)
- Bảy bông lúa lép
- Cái chết của con Mực
- Cái mặt không chơi được
- Chuyện buồn giữa đêm vui
- Cười
- Con mèo
- Con mèo mắt ngọc
- Chí Phèo (1941)
- Đầu đường xó chợ
- Điếu văn
- Đôi móng giò
- Đời thừa (1943)
- Đòn chồng
- Đui mù
- Nhỏ nhen
- Làm tổ
- Lang Rận
- Lão Hạc (1943)
- Mong mưa
- Một truyện xu-vơ-nia
- Một đám cưới (1944)
- Mua danh
- Mua nhà
- Một bữa no (1943)
- Người thợ rèn
- Nhìn người ta sung sướng
- Những chuyện không muốn viết
- Những trẻ khốn nạn
- Nghèo (1937)
- Nụ cười
- Nước mắt
- Nửa đêm
- Phiêu lưu
- Quái dị
- Quên điều độ
- Anh tẻ
- Rửa hờn
- Sao lại thế này?
- Thôi, đi về
- Giăng sáng (1942)
- Trẻ con không được ăn thịt chó (1942)
- Truyện biên giới
- Truyện tình
- Tư cách mõ (1943)
- Từ ngày mẹ chết
- Xem bói
- Dì Hảo (1941)
- Truyện người hàng xóm
- Rình trộm
- Đảo hang cọp (1942)
- Thám hiểm Châu Phi (1942)

#### Sau cách mạng
- Mò sâm banh (1945)
- Năm anh hàng thịt (1945)
- Một cuộc đốt làng (1945)
- Nỗi truân chuyên của khách má hồng (1946)
- Cách mạng (1946)
- Đôi mắt (1948)
- Đợi chờ
- Trần Cừ
- Những bàn tay đẹp ấy
- Hội nghị nói thẳng
- Định mức

### Truyện ký kháng chiến
- Đường vô Nam
- Ở rừng (Nhật ký)
- Từ ngược về xuôi
- Trên những con đường Việt Bắc
- Bốn cây số cách một căn cứ địch
- Vui dân công
- Vài nét ghi qua vùng giải phóng

Ngoài ra ông còn làm thơ và biên soạn sách địa lý cùng với tác giả Văn Tân: Địa dư các nước châu Âu (1948), Địa dư các nước châu Á, châu Phi (1969), Địa dư Việt Nam (1951).

## Danh hiệu tôn vinh
- Giải thưởng Hồ Chí Minh về Văn học Nghệ thuật năm 1996.
- Tên Nam Cao được đặt tên cho Đường phố tại Quận Ba Đình, Thành phố Hà Nội; Quận 9, Thành phố Hồ Chí Minh (nay thuộc Thành phố Thủ Đức); Thành phố Đà Nẵng[7]; Thành phố Biên Hòa, Tỉnh Đồng Nai; Thành phố Rạch Giá, Tỉnh Kiên Giang và một số địa phương khác.
- Tên ông cũng được đặt cho một số trường học phổ thông và dự định cho tên một khu đại học tại Hà Nam.
- Tỉnh Quảng Ngãi quyết định đặt tên ông cho Đường phố tại Phường Trần Phú, dài 1.000m vào năm 2023

## Gia đình
Ông có một vợ và năm người con, trong đó một người đã mất trong nạn đói năm Ất Dậu.